# San Nicolás (Buenos Aires)
San Nicolás es un barrio porteño que se encuentran en la Comuna 1 de la Ciudad Autónoma de Buenos Aires. El nombre del barrio quedó definido por una ordenanza de 1972 y se remonta a la capilla construida por iniciativa de don Domingo de Acassuso e inaugurada en 1733, en la esquina de las actuales calles Carlos Pellegrini y la Avenida Corrientes, donde se ubica desde 1936 el Obelisco de Buenos Aires. El barrio compone junto con el vecino Monserrat el área conocida extraoficialmente como Centro y dentro de los límites de San Nicolás se ubica el Microcentro, sede de importantes instituciones públicas y de las principales instituciones financieras de la Argentina.

## Ubicación geográfica
El barrio de San Nicolás está comprendido por las calles Av. Córdoba, Av. Eduardo Madero, La Rábida Norte, Av. Rivadavia y 
Av. Callao.
Limita con los barrios de Recoleta y Retiro al norte, Puerto Madero al este, Monserrat al sur, y Balvanera al oeste.

## Toponimia
El nombre del barrio tiene sus orígenes a fines del siglo XVIII, con la construcción de la iglesia de San Nicolás de Bari demolida en 1931, que se encontraba en el lugar del actual Obelisco. Así, fue creada la parroquia correspondiente a ese templo, que correspondía al sector oeste del actual barrio, ya que el sector al este de la actual Avenida 9 de Julio (la llamada city del microcentro) era la parroquia de Catedral al Norte, correspondiente precisamente a la Catedral Metropolitana.
Una vez demolida la iglesia fue reconstruida la Basílica de San Nicolás de Bari en 1935 en la avenida Santa Fe n.º 1.352. De esta forma, al crearse el barrio de San Nicolás oficialmente en 1972, se fundieron dos barrios con identidades históricas separadas.

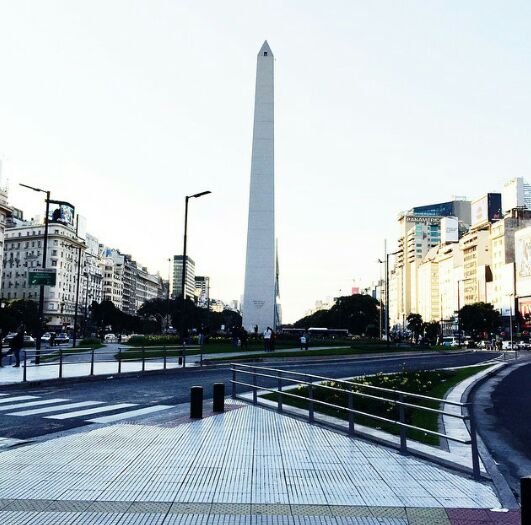
Obelisco de Buenos Aires

San Nicolás forma parte, además, del casco histórico de la ciudad, el área fundada en 1580 por el adelantado Juan de Garay, y en las manzanas alrededor de la actual Plaza de Mayo se construyeron los edificios públicos y las primeras viviendas primitivas de los fundadores. Así, forma parte del sector más antiguo de la ciudad y en él han ocurrido innumerables sucesos históricos a lo largo de más de cuatro siglos.

## Economía

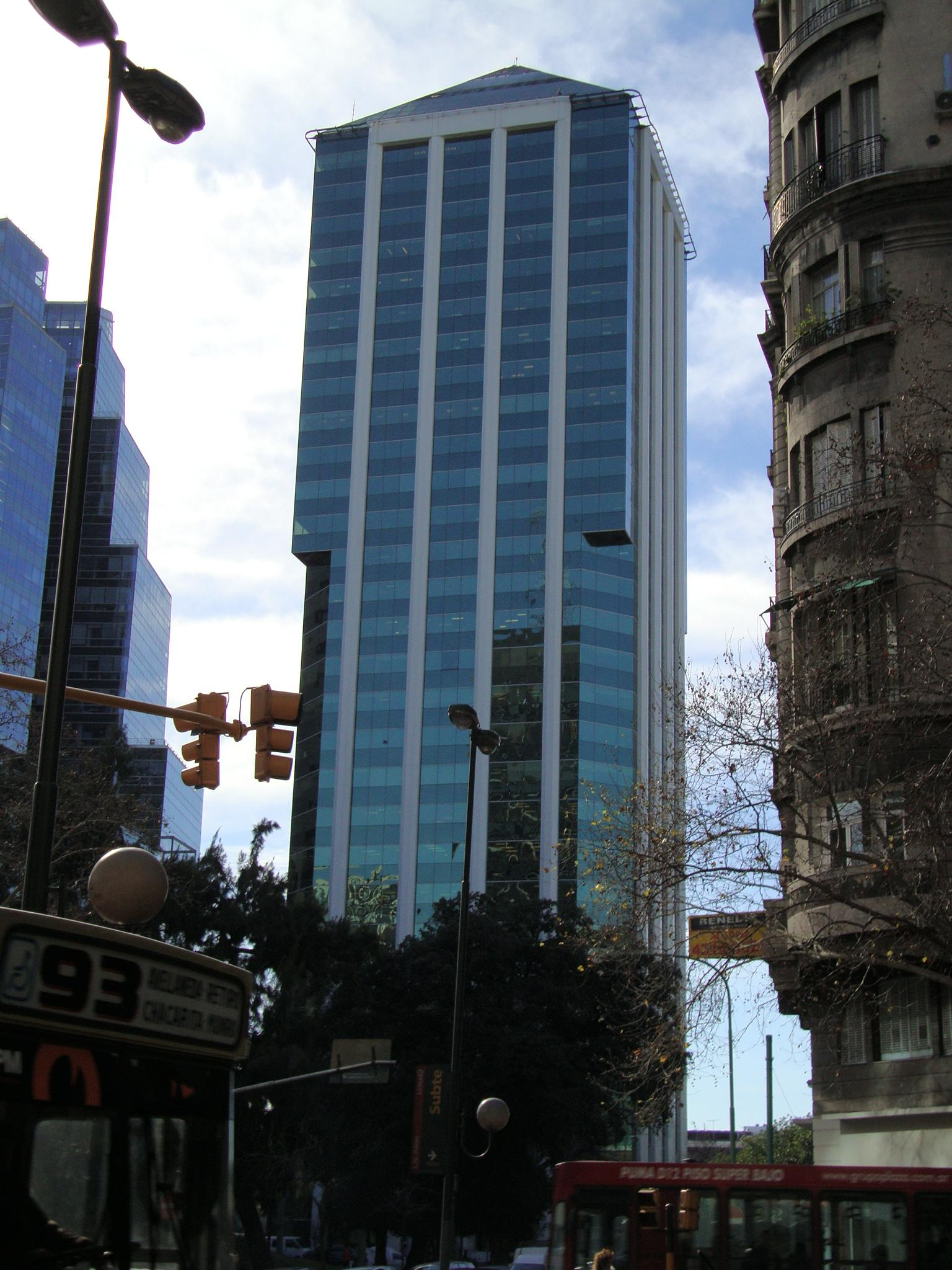
Torre Bouchard, la sede de Aerolíneas Argentinas.

La Torre Bouchard en San Nicolás tiene la sede de Aerolíneas Argentinas.

## Historia
Juan de Garay fundó la ciudad de la Santísima Trinidad en 1580, diseñó el trazado de las calles en forma de damero, repartió las manzanas de planta cuadrada entre los miembros de su expedición, y proyectó el ejido de la ciudad alrededor de esta primer área parcelada. La manzana que Garay se reservó fue la que hoy ocupa la sede central del Banco Nación, dejando la mitad de la misma para su hijo, también llamado Juan de Garay. Luego de la muerte del fundador, allí se estableció la Casa de la Gobernación.
En la manzana vecina hacia el oeste, se instaló la primera Iglesia de la Santísima Trinidad, que más tarde se transformaría en la actual Catedral. Era una construcción muy rústica, como todas las del pequeño poblado, y fue reconstruida muchas veces hasta llegar a su edificio actual, terminado en 1823. Por otra parte, la primera Aduana de Buenos Aires se instaló brevemente en una casilla en el cruce de las actuales Avenida Alem y calle Lavalle, corriéndose luego hasta la hoy calle Rivadavia. En 1604, ya existía el primer templo de la Iglesia de Nuestra Señora de la Merced, en el mismo sitio que hoy ocupa el edificio terminado en 1779 y cuya fachada fue luego modificada. También se instaló en el actual barrio de San Nicolás, en la esquina de la hoy Avenida Corrientes con la calle Florida, la primera mujer de la ciudad, Ana Díaz, quien atendió además una posada.
En el barrio de San Nicolás tuvieron sus viviendas  muchas de las familias «patricias», es decir tradicionales (descendientes de los fundadores), y otras personalidades de los tiempos de la colonia. La calle Florida se transformaría en 1801 en una de las primeras calles empedradas de la ciudad, con el objeto de facilitar el acceso a la Plaza de Toros que se construyó ese año en la actual Plaza San Martín. Con el paso de los años, se transformó en una calle residencial aristocrática, y más tarde en arteria comercial privilegiada, hasta que en 1969 fue reformada para ser una de las dos arterias peatonales del centro porteño.
En 1780, el Virrey Vértiz ordenó el relleno de la costa del Río de la Plata, con el objetivo de crear el primer paseo público de Buenos Aires, el Paseo de la Alameda, ampliado en 1846 por Juan Manuel de Rosas y llamado Paseo de Julio en 1848. Con la construcción del Puerto Madero a partir de 1887, esta parte de la ciudad quedó definitivamente separada del río, y el viejo paseo costanero quedó limitado a una amplia avenida. A partir de 1919 adquirió su nombre actual: Avenida Leandro N. Alem.
A partir de 1822, con la instalación del Banco de la Provincia de Buenos Aires en el sitio adonde antes había existido el Real Consulado (su actual edificio permanece en el mismo terreno, como lo recuerda una placa en su fachada), comenzó la gestación de la actual city financiera, cuyos primeros bancos privados fueron el Banco de Londres, el Banco de Mauá y el Banco Carabassa, a mediados del siglo XIX. Dicha zona continuó consolidándose como área financiera de Buenos Aires, hasta el punto actual en que la mayor parte de sus edificios son casas bancarias o compañías de seguro. Así, se combinan en sus calles fastuosos edificios de comienzos del siglo XX con construcciones modernas de oficinas de alquiler con fachadas vidriadas.
En 1857, el Teatro Colón fue creado en la manzana donde alguna vez había vivido Juan de Garay. Su primer edificio fue transformado en 1891 en la primera sede del Banco Nacional (luego Banco Nación). En ese momento, surgió la necesidad de construir un nuevo teatro, y así el arquitecto Francisco Tamburini proyectó el actual, que no llegó a ver terminado y fue inaugurado en 1908. La sala es reconocida internacionalmente por la calidad de su acústica, y se trata del teatro más famoso y destacado de la Argentina.
A partir de 1937, San Nicolás quedó físicamente separado de Catedral al Norte, cuando fue abierta la Avenida 9 de Julio, para la cual se demolieron las manzanas construidas que había entre las calles Cerrito y Carlos Pellegrini. La avenida está completamente parquizada, y así es que los porteños la reconocen como la más ancha del mundo. En el cruce de esta nueva avenida con Corrientes, donde antes existió la vieja Iglesia de San Nicolás, se construyó entonces el Obelisco, quizás el máximo ícono de Buenos Aires, diseñado por el arquitecto Alberto Prebisch, un seguidor del entonces naciente Movimiento Moderno.

## Sitios de interés

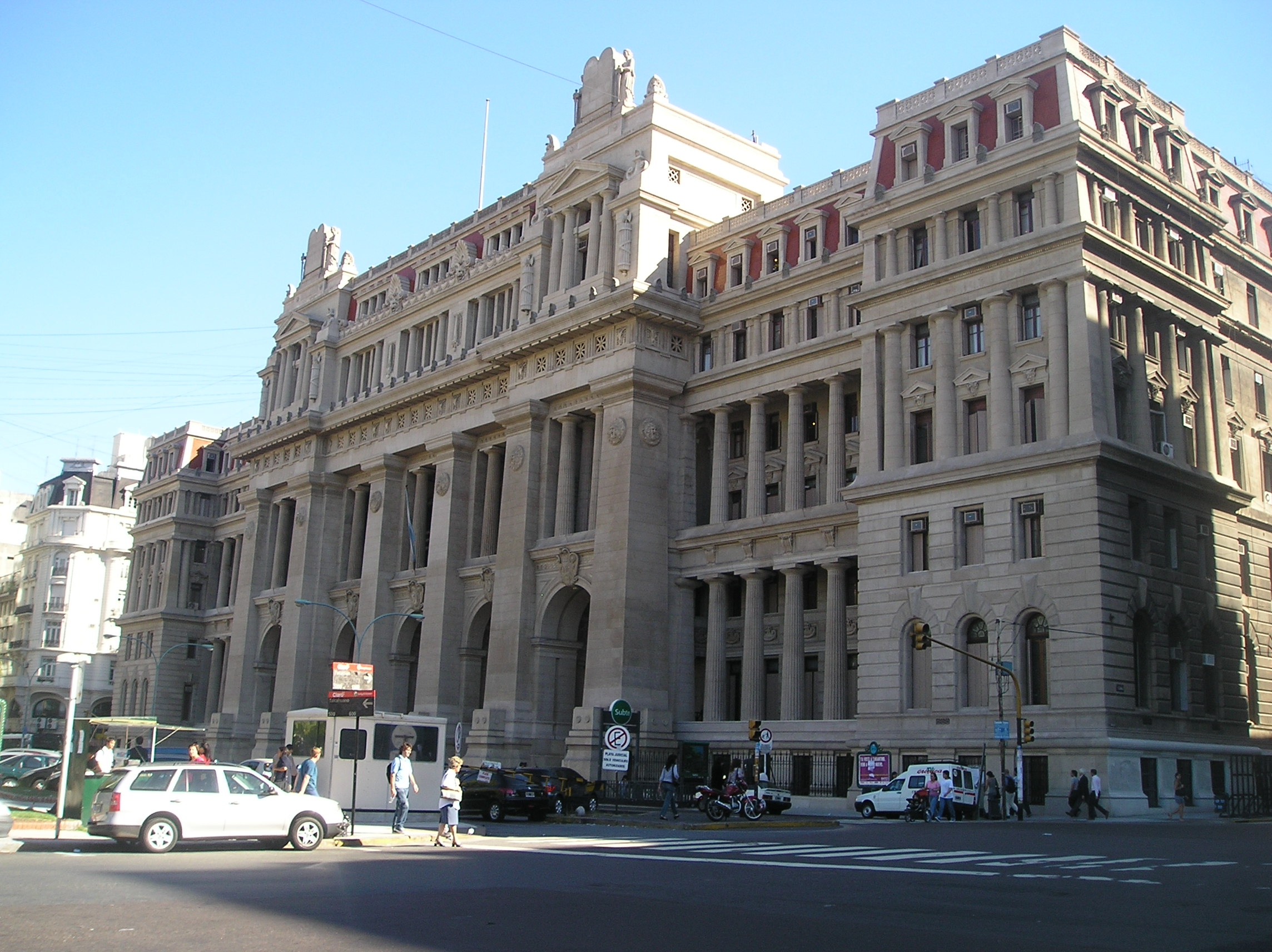
Palacio de justicia

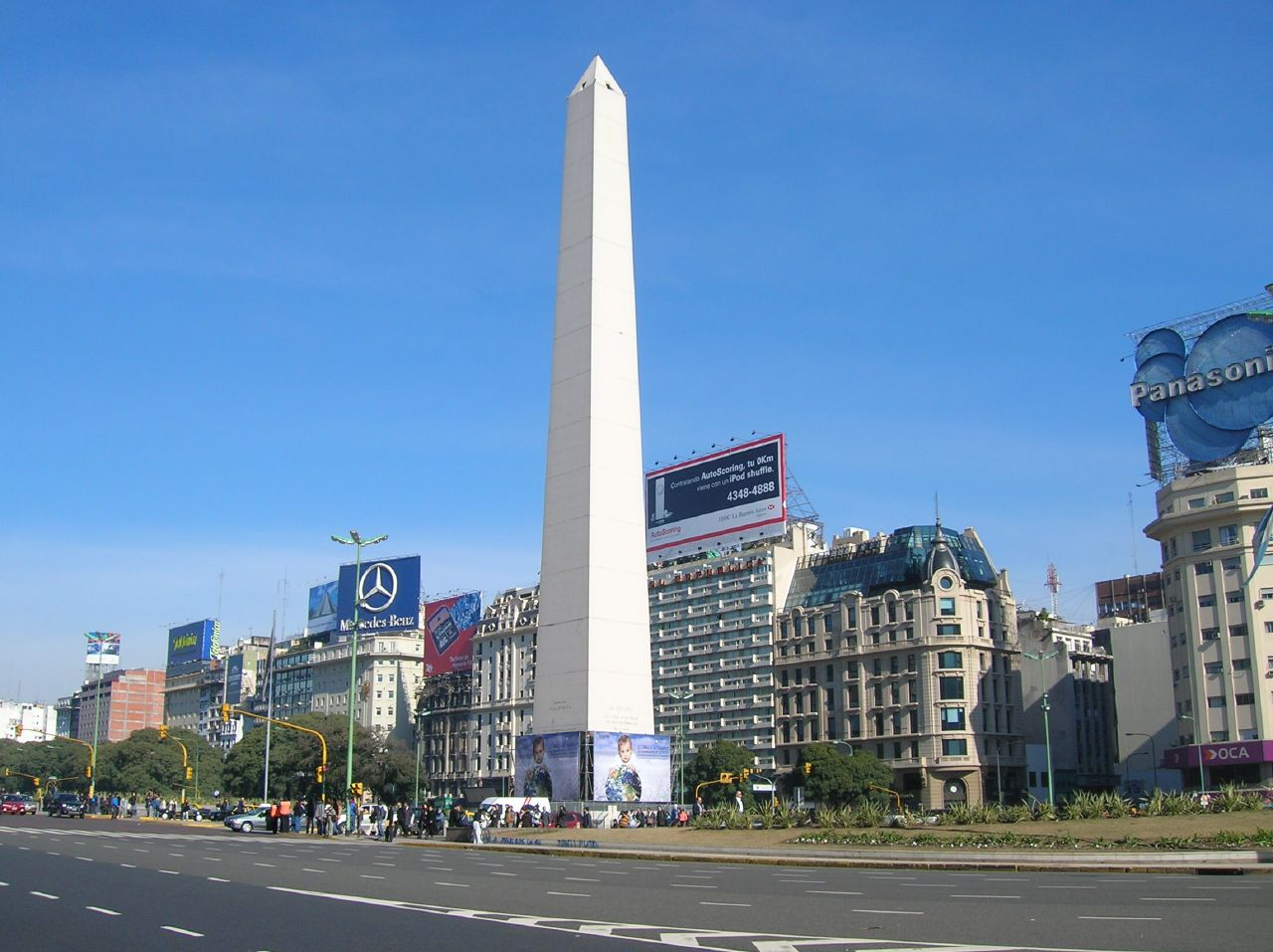
Obelisco

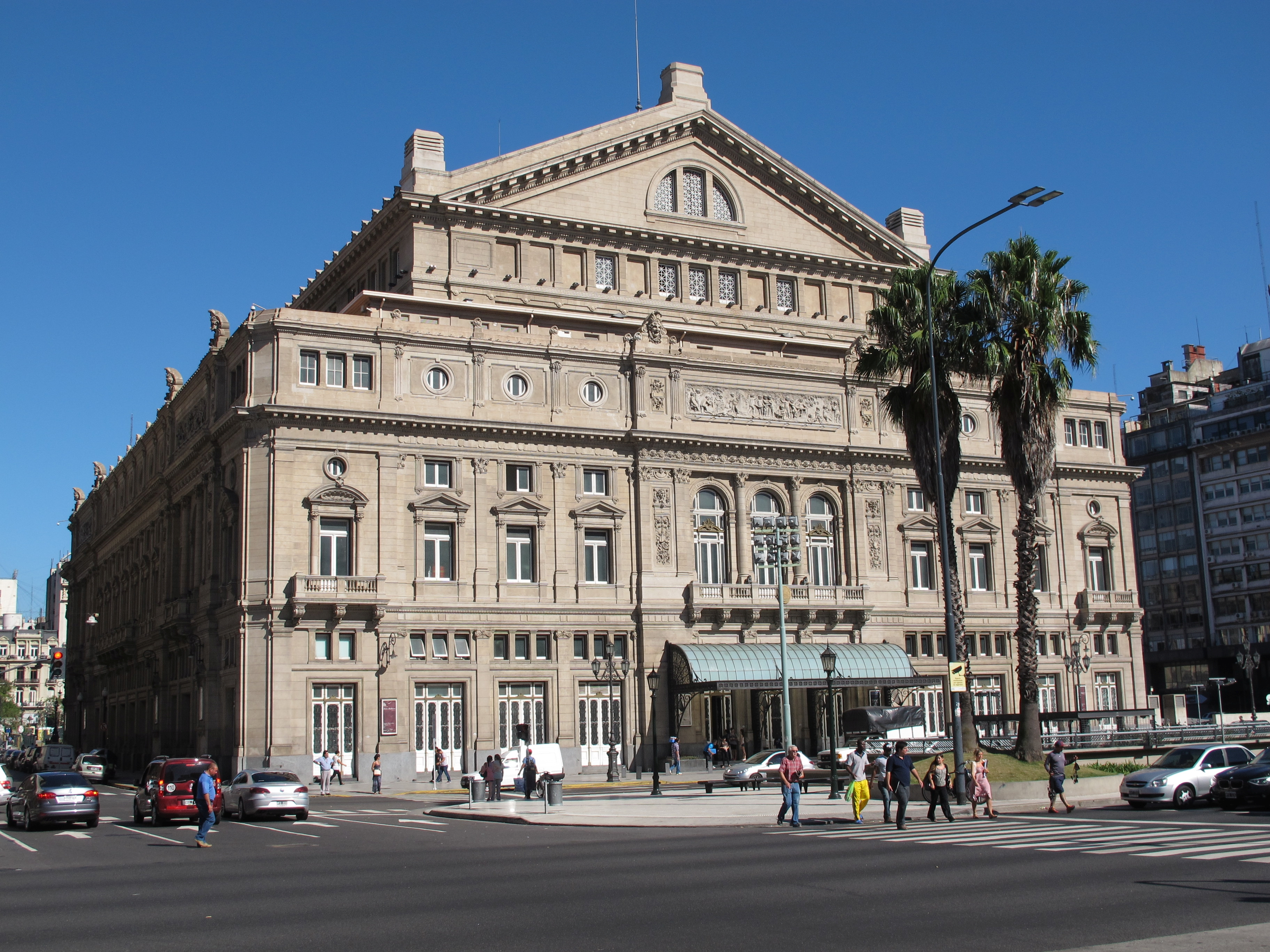
Buenos Aires Teatro Colon

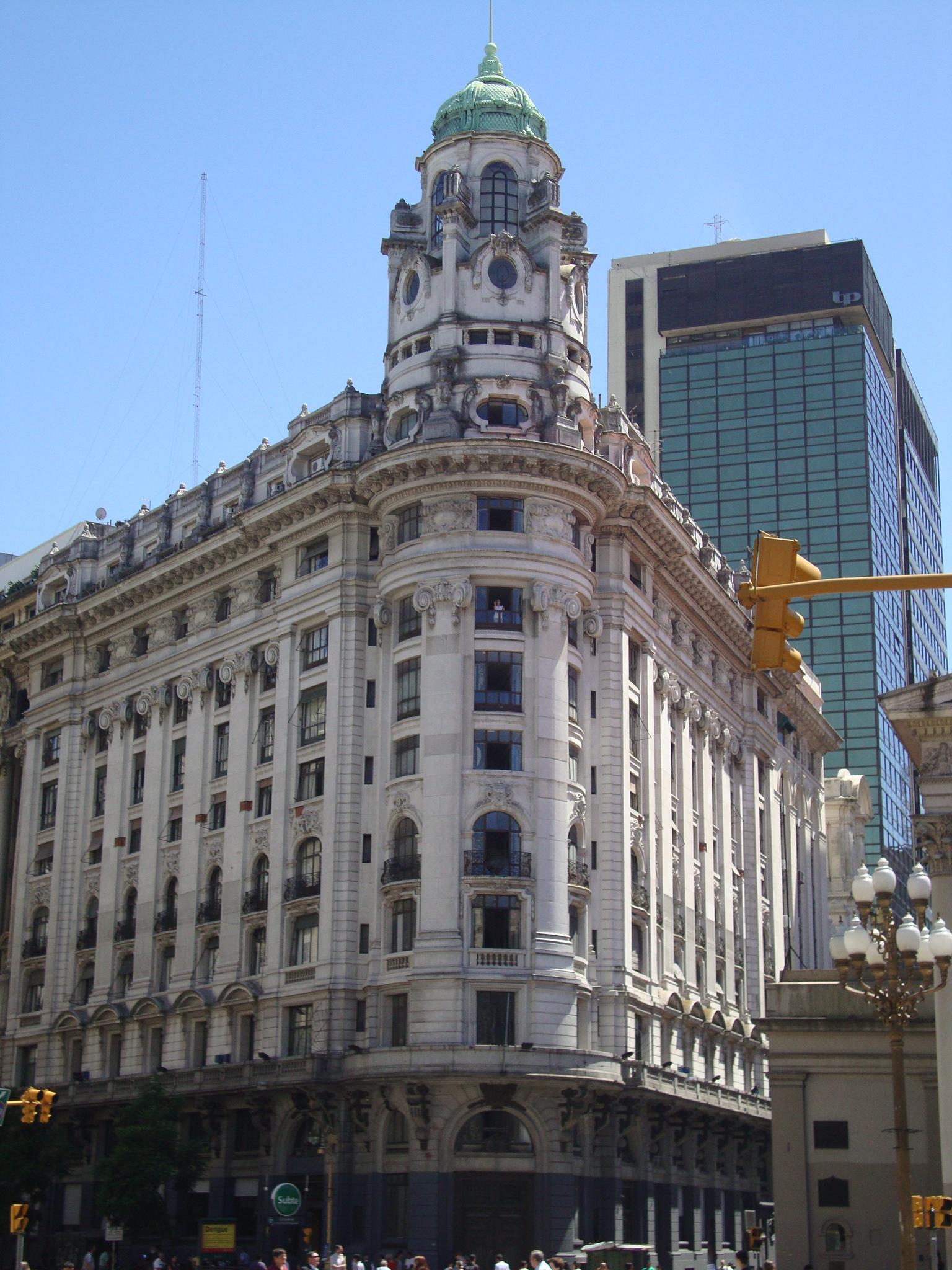
Banco Argentino Uruguayo

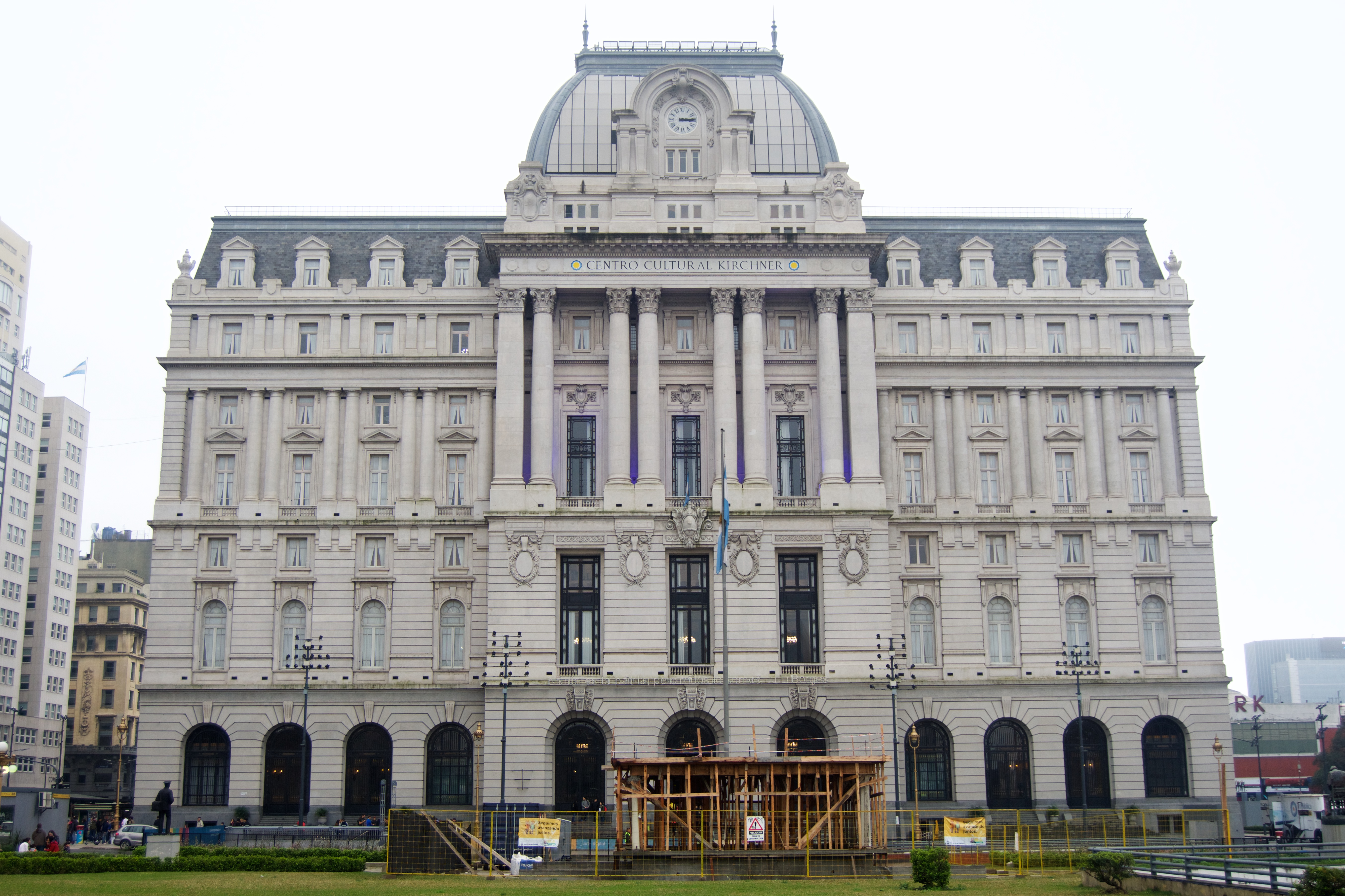
Centro Cultural Kirchner

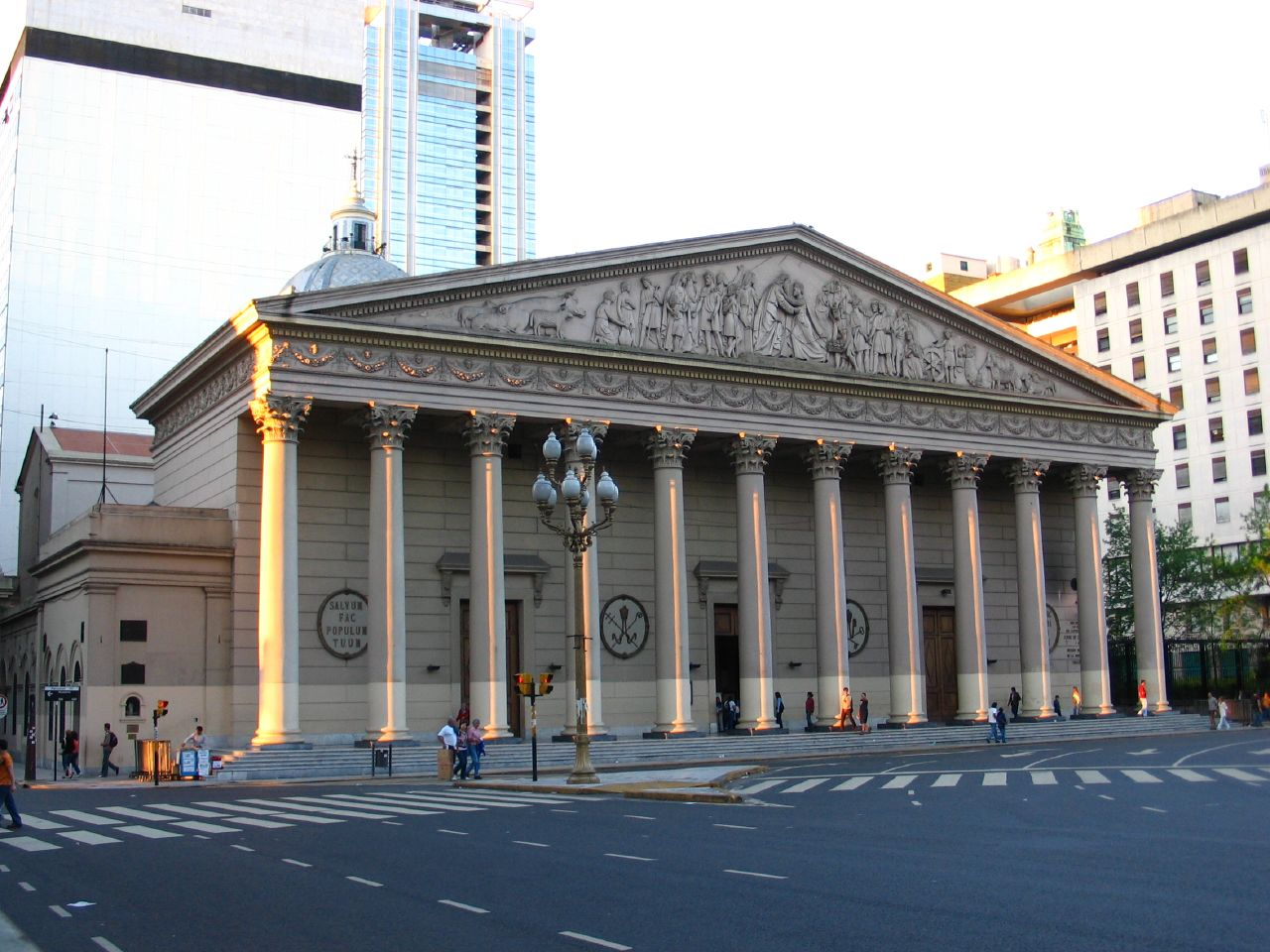
Catedral Metropolitana

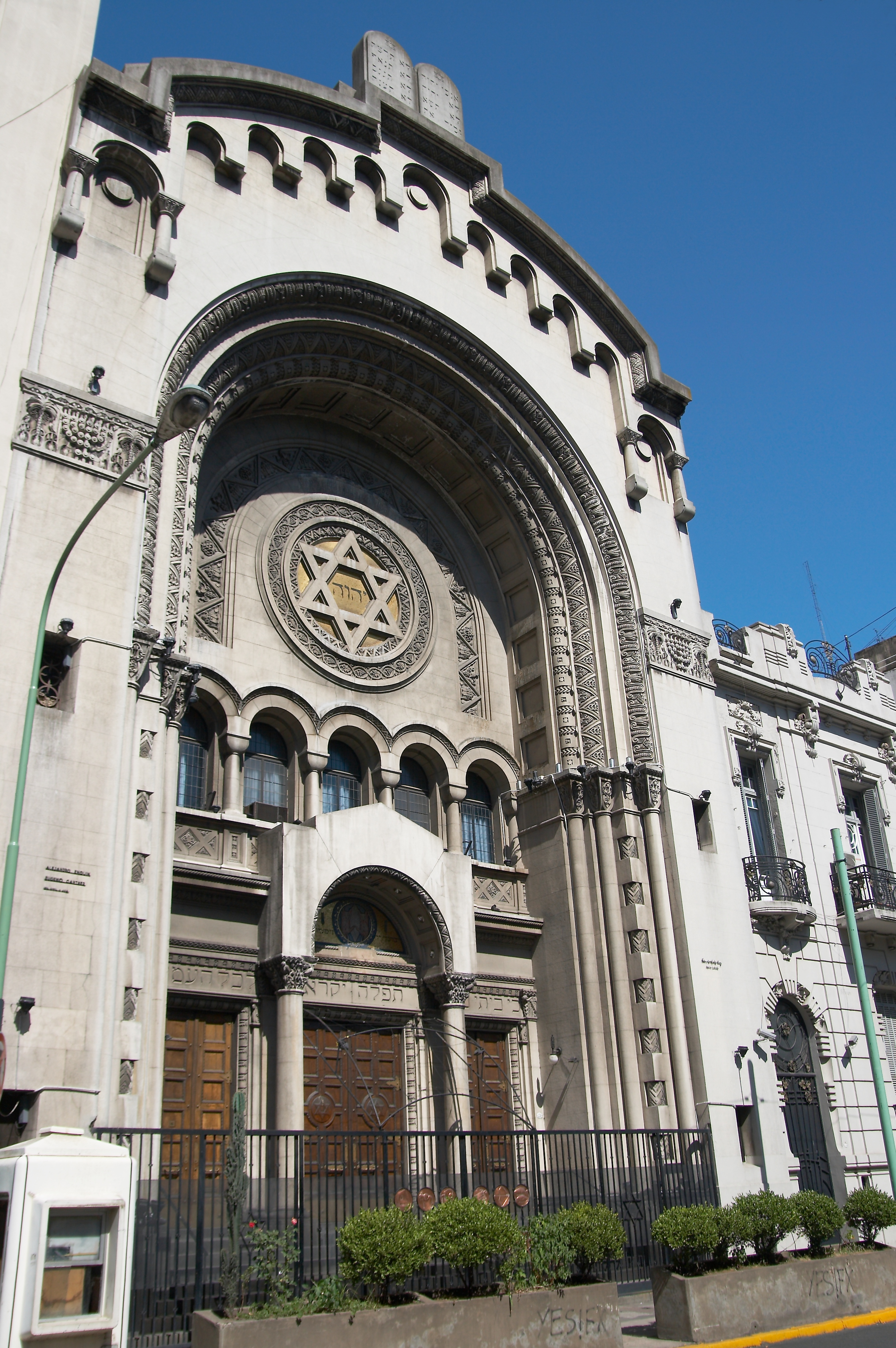
Sinagoga de la Congregación Israelita Argentina

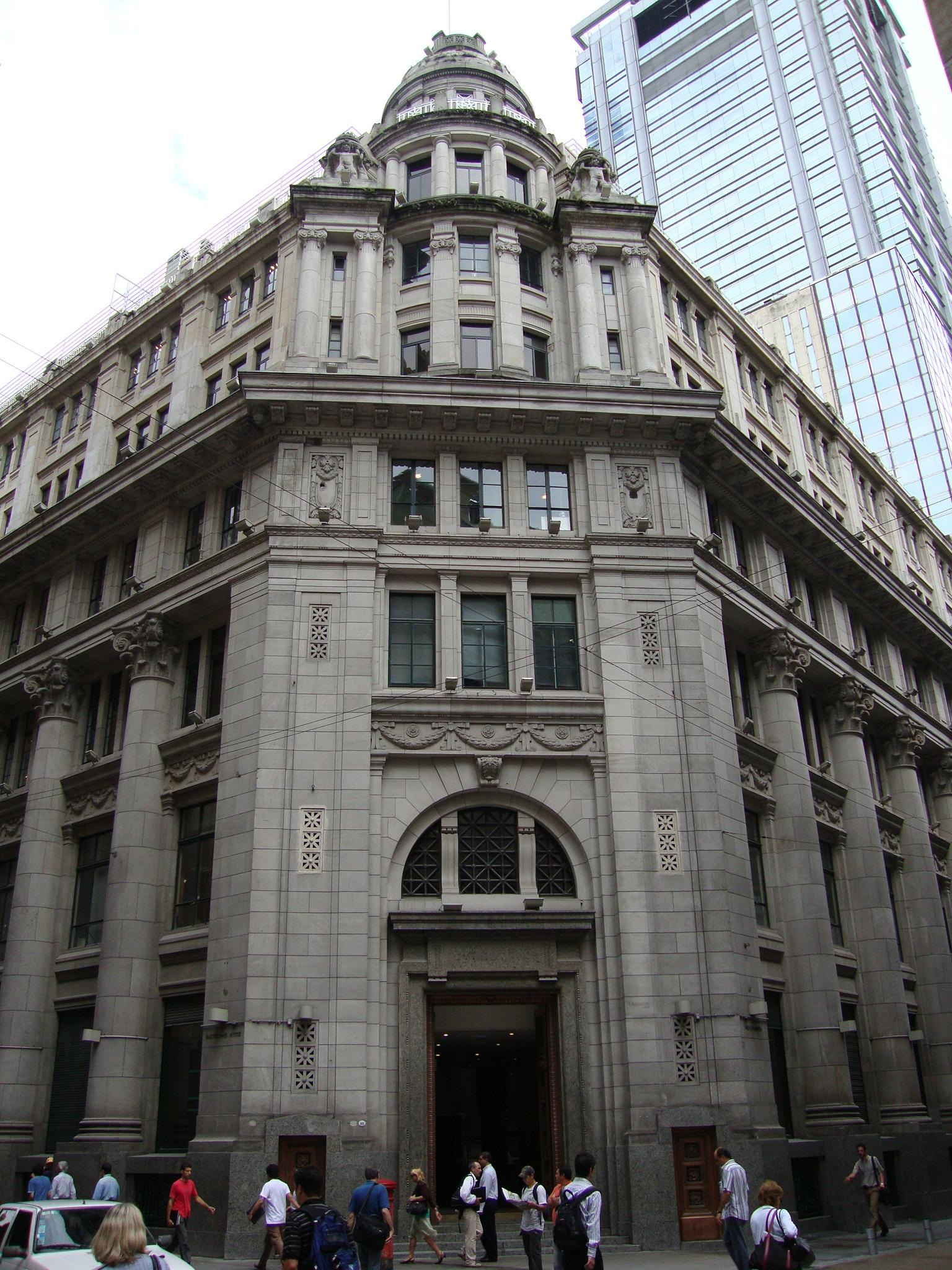
Ex Banco Alemán Transatlántico

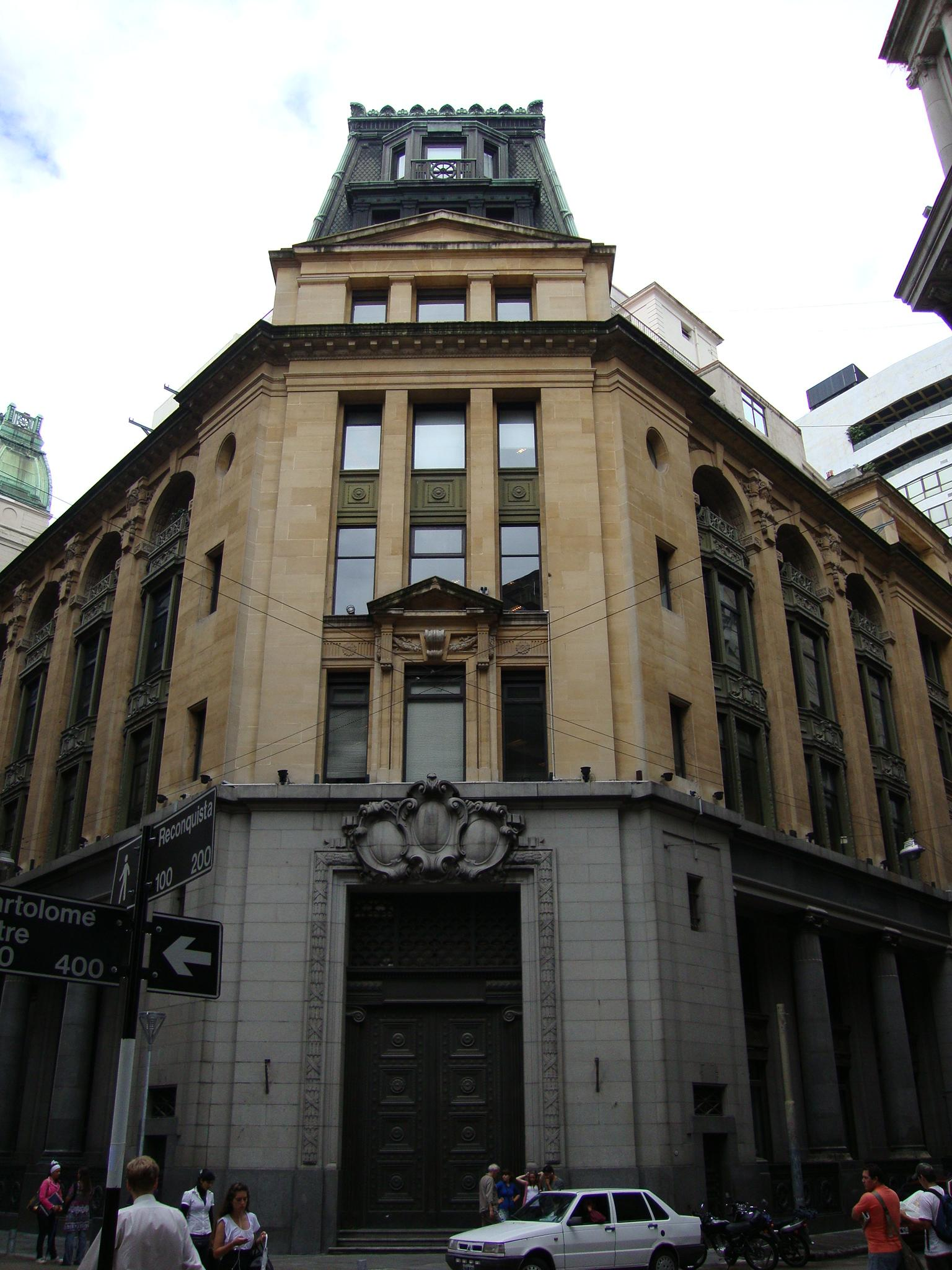
Palacio de la Reconquista

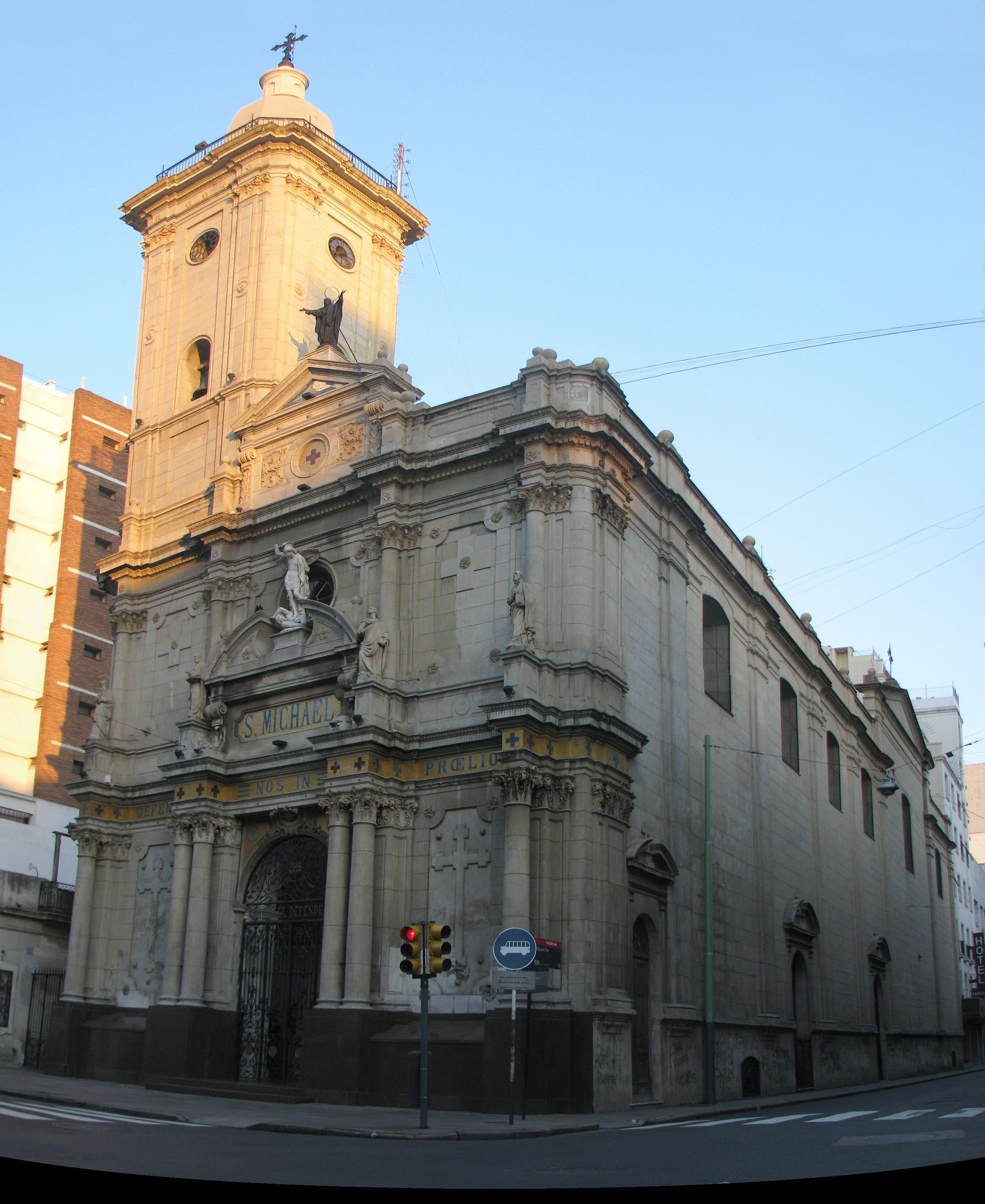
Iglesia de san Miguel

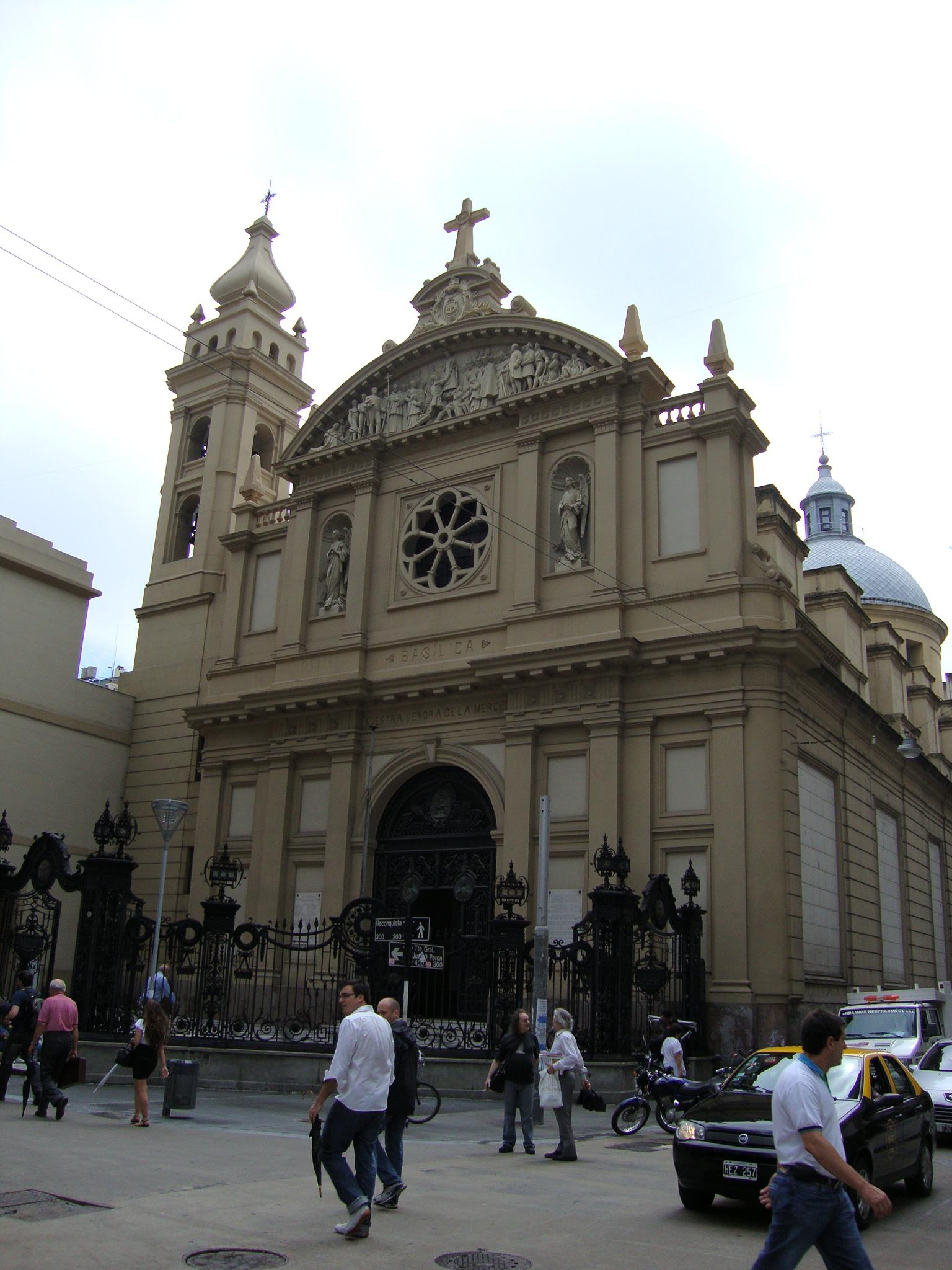
Basílica Nuestra Señora de la Merced

### Museos
Museo Mitre
Está ubicado en una casona colonial de 1785 en la que habitó el general Bartolomé Mitre. En él se exponen distintos objetos pertenecientes a Mitre, muestras colectivas de la historia argentina, documentos y objetos de un tema monográfico y además exposiciones temporales. 
Museo de la Policía Federal Argentina
se compone de 20 salas de exhibición en sus facetas “Histórica” “Técnica” y “Delictiva-criminalística".
Museo Judío de Buenos Aires
Relata la historia de los inmigrantes judíos y su tradición milenaria.
Museo Banco Provincia
Su exposición cuenta la vida del primer banco de Hispanoamérica a través de objetos, documentos y herramientas tecnológicas participativas, desde la época virreinal hasta nuestros días.

### Plazas
Plaza Lavalle
La plaza Lavalle es un espacio verde de tres manzanas, orientadas de sur a norte, limitadas al oeste por la calle Talcahuano y al este por la calle Libertad.
Plaza Roma
Se encuentra sobre el eje de la Avenida Leandro N. Alem y en una zona de gran densidad edilicia adonde se destacan las torres vidriadas de oficinas corporativas.

### Edificios y arquitectura
Obelisco de Buenos Aires
Es un monumento histórico considerado un ícono de la ciudad, construido en 1936 con motivo del cuarto centenario de la llamada primera fundación de Buenos Aires por Pedro de Mendoza. Su altura es de 67,5 m.
Palacio de la Reconquista
Se encuentra a pocos metros de la Plaza de Mayo, en la esquina de las calles Bartolomé Mitre y Reconquista. En 1925, recibió el 2º Premio a la Mejor Fachada, entregado por la Municipalidad de la Ciudad de Buenos Aires, como lo atestigua una placa sobre la calle Reconquista.
Palacio de Tribunales
Más conocido popularmente como Palacio de Tribunales, o simplemente Tribunales es un complejo arquitectónico donde tienen su sede la Corte Suprema y otros tribunales menores.
Edificio Bencich
Conjuga elementos del clasicismo y el academicismo francés, cuenta con balcones en el segundo y noveno piso y sus fachadas están revestidas en símil piedra París. El orden de la fachada resulta monumental y el remate, logrado a través de las dos grandes cúpulas de cinco pisos, refuerza la escala del edificio y la perspectiva de la Diagonal.
Edificio del Banco Central
Edificio con valor arquitectónico.
Edificio Gath & Chaves
Ubicada en la esquina de Florida y Perón, el edificio se destaca tanto por su valor arquitectónico como por su valor urbanístico,
Mirador Massue
El edificio conocido popularmente como Mirador Massue se encuentra en la esquina de las calles Talcahuano y Tucumán. Proyectado en 1903 como edificio de departamentos de renta, en 1989 fue semidemolido y remodelado para transformar su uso a oficinas de alquiler, sobreviviendo sólo su conocida torre mirador. Su nombre oficial actual es Edificio Tribunales Plaza.
Edificio First National Bank of Boston
Es un edificio de oficinas de estilo neoplateresco construido para dicha entidad financiera en 1924. El edificio se distingue por su portería en la esquina y la arquería y balaustradas del último piso, basadas en distintas obras representativas del plateresco español.
Edificio Banco Argentino Uruguayo
En la fachada se destaca el uso de elementos ornamentales como balaustradas ), capiteles, rejas artísticas y los retratos del arquitecto Le Monnier, a modo de homenaje.
Edificio Café Tortoni
Durante casi un siglo el Café Tortoni porteño-argentino es el más representativo del espíritu tradicional de la Avenida de Mayo, y es una leyenda de la ciudad de Buenos Aires. 
Edificio Bunge y Born
El edificio pertenece a la corriente del gótico flamenco, y su arquitectura resulta distintiva ya que aquel no es un estilo que abunde en Buenos Aires, como sí lo hacen otros europeos como el academicismo francés o el italianizante.
Casa de la Cultura
Edificado en 1898 en estilo Escuela de Bellas Artes de París para el funcionamiento del diario La Prensa, es desde 1985 Monumento Histórico Nacional de la Argentina
Palacio Vera
Banco Alemán Transatlántico
Se caracteriza por su torre y cúpula con dos atlantes a sus costados, sobre la ochava. En la actualidad se llama Edificio Reconquista Plaza.
Edificio Tornquist
Es un gran edificio bancario y de oficinas que se encuentra en la calle Bartolomé Mitre, entre Florida y San Martín. Fue proyectado en 1926 por el arquitecto Alejandro Bustillo, considerado uno de los más trascendentes de la Argentina.
Edificio Edificio Hotel Metropole
Fue uno de los primeros grandes hoteles de Buenos Aires, inaugurado en 1900, y en la actualidad está ocupado por viviendas y oficinas.
Edificio Hotel Majestic
Se encuentra en el cruce de la Avenida de Mayo con la calle Santiago del Estero, frente al Hotel Chile, y es una de las construcciones representativas más importantes de la arteria, destacándose por su torre y sus dimensiones.
Torre Bouchard
La Torre Bouchard es un edificio de oficinas ubicado cercano al conjunto Catalinas Norte. Mide 115 metros. Es reconocible por su un remate piramidal. Alberga la sede de Aerolíneas Argentinas, la Embajada de Japón y oficinas del Banco Mundial.
Anexo Gath y Chaves
Este edificio fue uno de los primeros de la Avenida de Mayo, y fue terminado hacia 1890. Lo proyectó el arquitecto Edwin Merry, con uso de materiales como el hierro y el vidrio en la fachada, característicos del art nouveau, y una gran cúpula.
Edificio de Lavalle y Suipacha
El edificio fue construido en 1914. La obra se destaca por su impronta estética y dimensional en esquina, por su cúpula que se eleva sobre sus 10 niveles edificados y por su estilo academicista francés, caracterizado por la simetría en la composición de su fachada.

### Cultura
Centro Cultural Kirchner
Es un espacio para artes plásticas, espectáculos musicales y exposiciones. Ubicado en el edificio que fuera anteriormente sede del Palacio de Correos y Telecomunicaciones. Es el más importante en tamaño de América Latina y el tercero a nivel mundial.
Teatro Colón
El teatro Colón es un teatro de ópera de la Ciudad Autónoma de Buenos Aires. Por su tamaño, acústica y trayectoria, ha llegado a ser considerado como el mejor teatro lírico del mundo.

### Templos
Catedral metropolitana de Buenos Aires
Es el principal templo católico de Argentina, se encuentra ubicada en la intersección de la calle San Martín y la avenida Rivadavia. Una de las cosas que sorprende a quien visita la Catedral es la diversidad de estilos que es posible observar en su interior. 
Basílica de la Merced
Es uno de los templos católicos más antiguos de la ciudad de Buenos Aires. Se encuentra junto al Convento de San Ramón Nonato y está ubicada a pocos metros de la Plaza de Mayo.
Sinagoga de la Congregación Israelita Argentina
Fue la primera sinagoga construida en Buenos Aires, y declarada Monumento Histórico Nacional en diciembre de 2000. En la parte superior del templo se hallan representadas las Tablas de la Ley con los Diez Mandamientos. Posee tres naves y asientos corridos de madera, las paredes están revocadas de manera de imitar a las piedras. El piso se compone de baldosas graníticas.
Iglesia de San Miguel Arcángel
Se caracteriza por su única torre y su fachada decorada con mosaico veneciano. Es un Monumento Histórico Nacional.
Convento de San Ramón
Fundado en 1603, es un interesante edificio con un bello jardín interior.

### Avenidas
Avenida Corrientes
Es el eje de la vida nocturna y bohemia  de Buenos Aires. En sus bares y teatros se acuñó el tango, y a lo largo de su historia lo interpretaron en ellos las grandes orquestas y cantores, entre ellos el ídolo popular Carlos Gardel, quien vivió a su vera. Sus desaparecidos teatros Politeama Argentino, Apolo, Odeón y el viejo Ópera, fueron escenario de los más altos exponentes de la lírica mundial.
Avenida Roque Sáenz Peña
Una de sus características más destacadas es la línea constante de cornisas a la altura del décimo piso de los edificios construidos sobre ella, estableciendo un panorama de continuidad poco habitual en Buenos Aires.
Avenida de Mayo
Fue el primer bulevar que tuvo Buenos Aires y la columna vertebral del centro histórico y cívico. Nació opulenta y majestuosa y se transformó con el tiempo en símbolo de las relaciones argentino–españolas, y en escenario de todas las manifestaciones sociales porteñas. Fue la primera avenida de la República y de toda Sudamérica.

## Imágenes

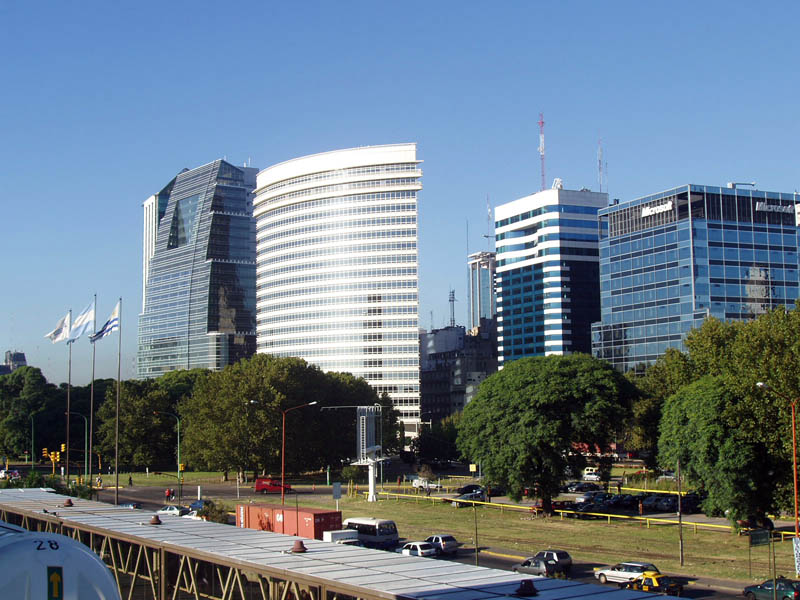
La zona Este del barrio pertenece al distrito empresarial y financiero conocido como La City, en la imagen los edificios situados sobre la izquierda pertenecen a San Nicolás.
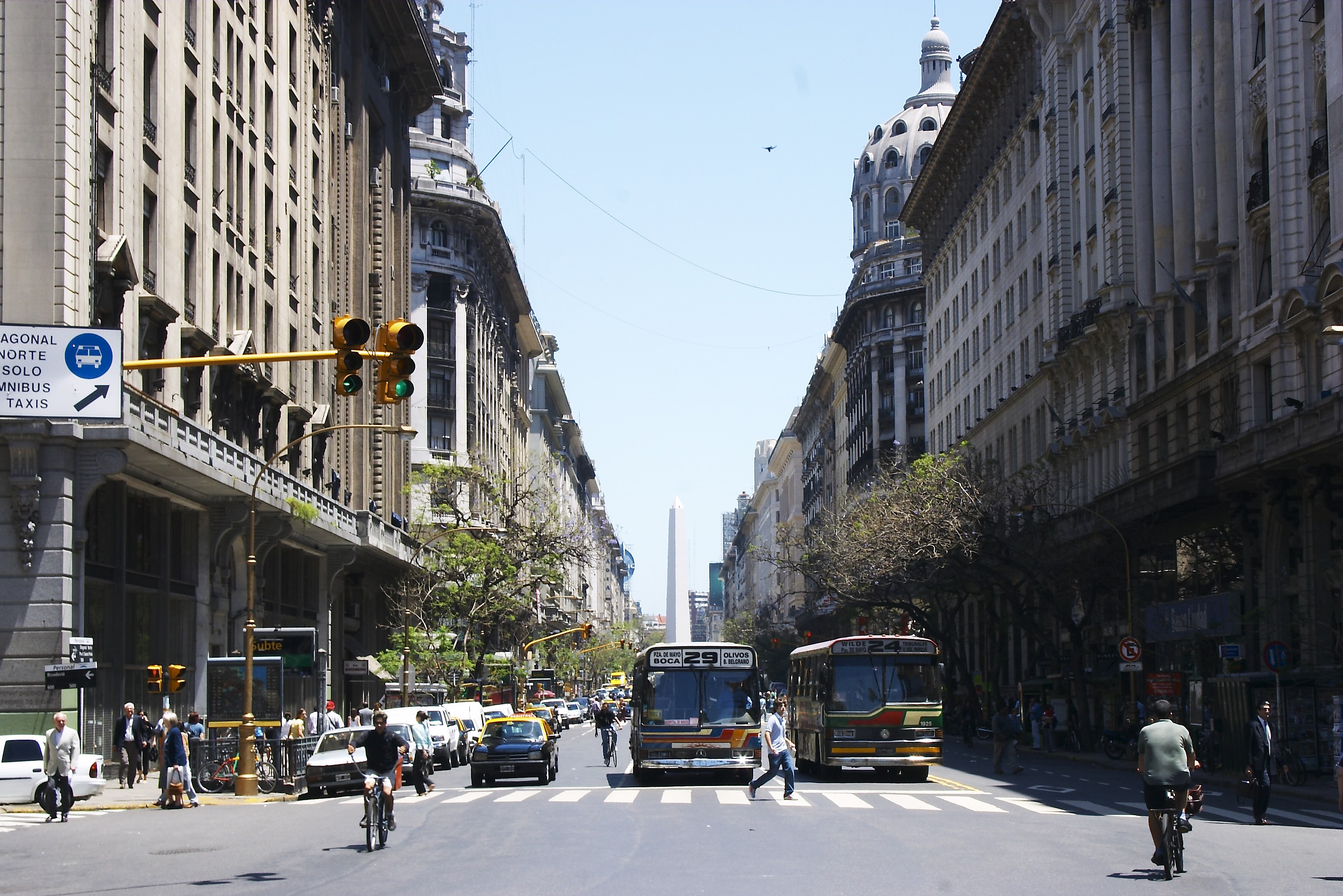
La Avenida Roque Sáenz Peña, popularmente conocida como Diagonal Norte va desde Plaza de Mayo hasta Plaza Lavalle, pasando por la Plaza de la República, donde se sitúa el Obelisco.
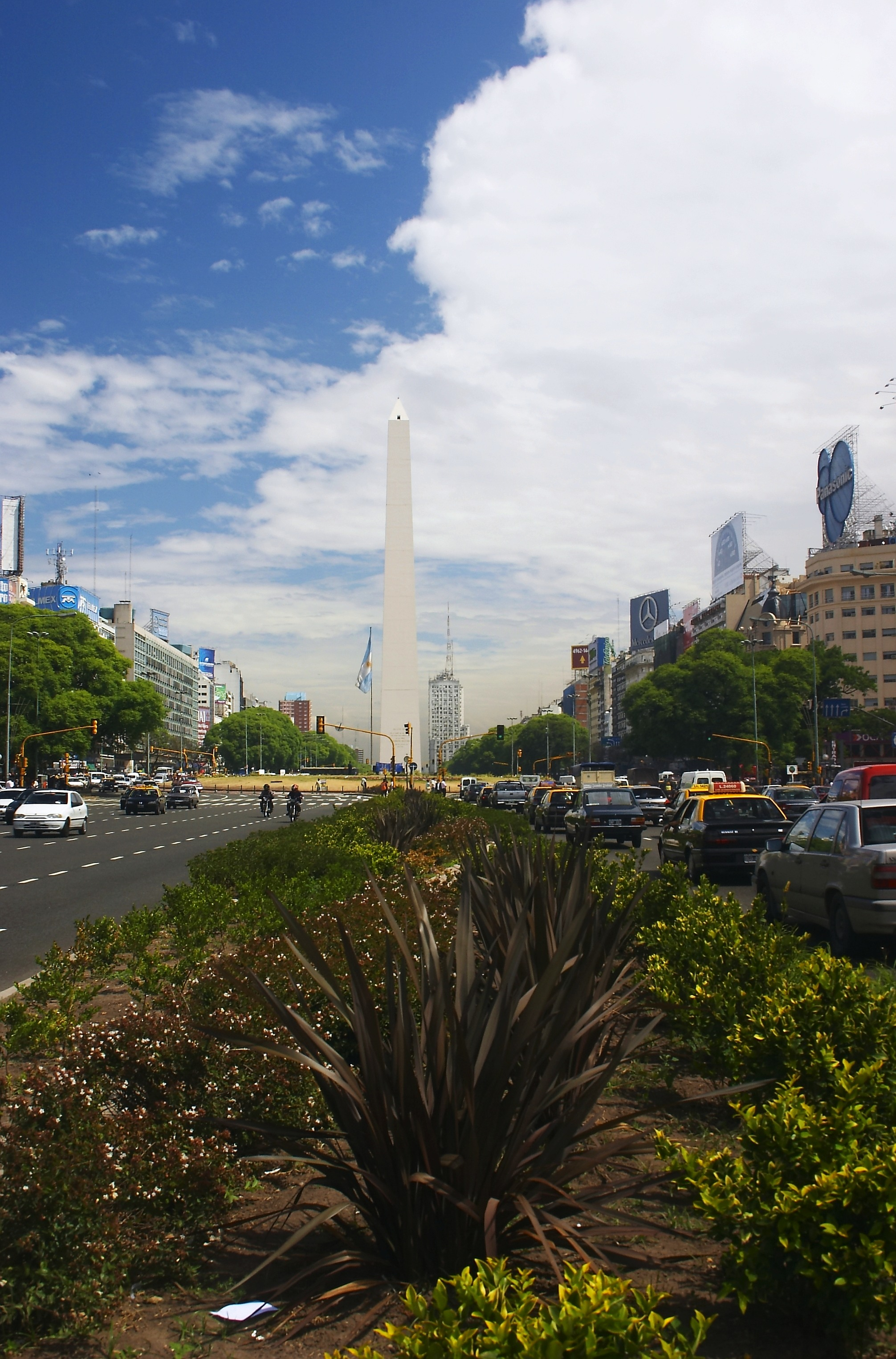
El Obelisco, ubicado sobre la amplísima Avenida 9 de Julio, se encuentra en el centro del barrio.
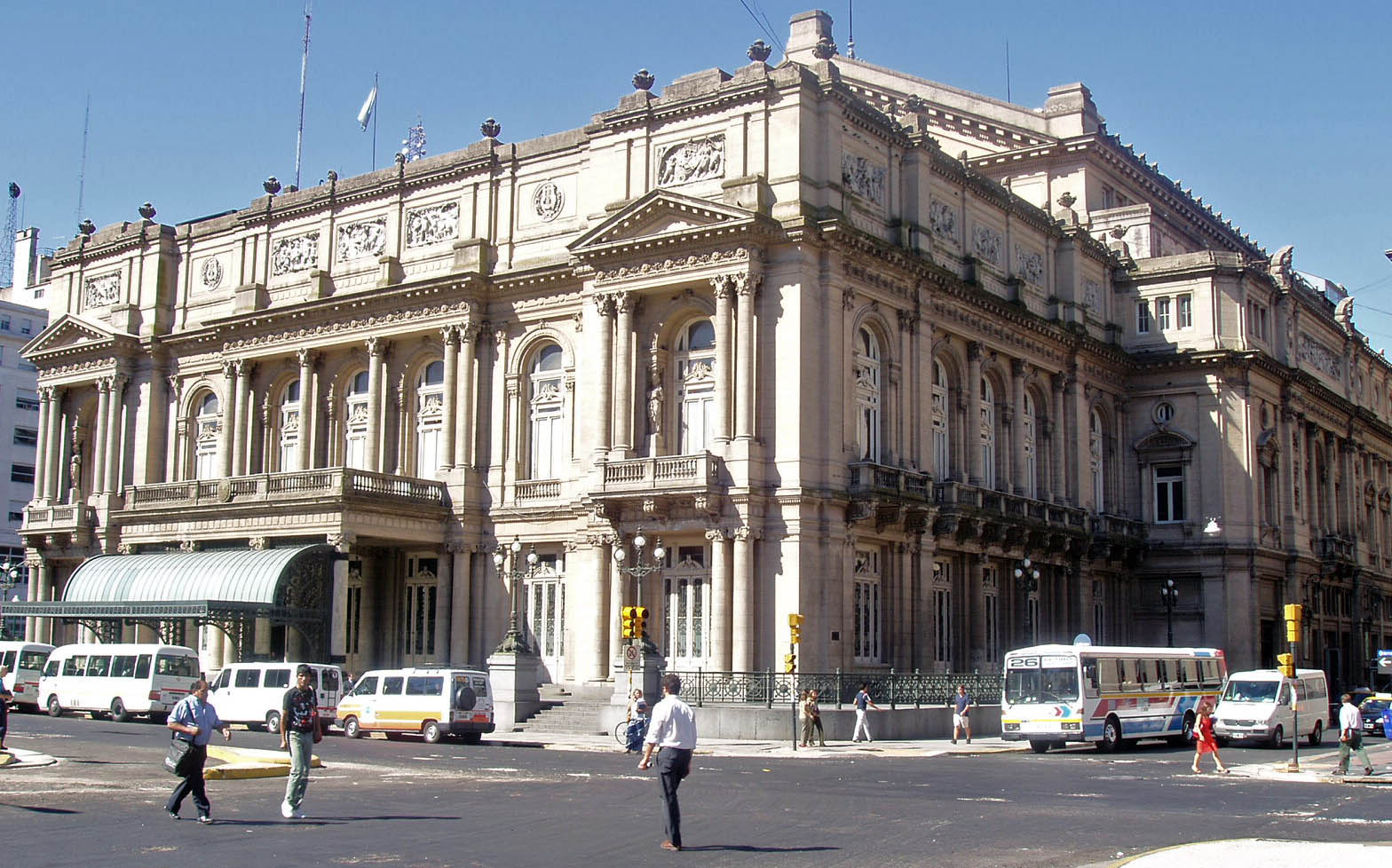
El Teatro Colón, uno de los centros líricos más importantes del mundo.